# Роберт Амірханян
Роберт Бабкенович Амірханян (вірм. Ռոբերտ Ամիրխանյան; нар. 16 листопада 1939, Єреван) — вірменський композитор і громадський діяч. Професор Єреванської державної консерваторії імені Комітаса. Він написав більше ніж 300 пісень.

## Біографія
- 1964 — 1969 — композиторське відділення ЄДК.
- 1969 — 1972 — музикальний редактор Вірменського радіо.
- З 1969 — викладач Єреванської державної консерваторії.
- 1991 — 2013 — голова Союзу композиторів і музикознавець Вірменії.
- 1999—2003 — депутат парламенту Вірменії. Член постійної комісії з питань науки, освіти, культури та молоді. Безпартійний.

## Фільмографія
- 1968 — A Drop of Honey
- 1969 — Скрипка в джунглях
- 1969 — Мости через забуття
- 1970 — Назвіть ураган «Марією»
- 1970 — Heghnar's Spring
- 1971 — Pui-Pui Mouse
- 1972 — Hayrik
- 1972 — Чоловіки
- 1973 — Терпкий виноград
- 1973 — Неправильное выражение
- 1974 — Ущелье покинутых сказок
- 1974 — Abu-Hasan's Slippers
- 1975 — Рудий літак
- 1976 — І тоді ти повернешся
- 1977 — Талан
- 1977 — Щоб цього не сталося
- 1978 — Зоряне літо
- 1978 — Незручна людина
- 1980 — Готель «Бабуся»
- 1980 — Panos the Clumsy
- 1982 — Хто розкаже небилицю
- 1982 — Вінець природи
- 1983 — Hey You, Talking Fish
- 1983 — Казка про точні годинники
- 1983 — Пожежа
- 1983 — Окремий випадок
- 1984 — In the Blue Sea, In the White Foam
- 1984 — Подія
- 1984 — Путь у небо
- 1985 — Іш, ти, масляниця!
- 1985 — Капітан Аракел
- 1985 — Золота підкова
- 1986 — Чоко
- 1986 — Death of the Mouse
- 1986 — Чужі ігри
- 1987 — Як вдома, як справи?
- 1988 — Таємний радник
- 1989 — Війна на нашій вулиці
- 1989 — Квартира з сиру
- 1990 — На крилах вітру
- 1991 — Все добре
- 1994 — The Axe

## Нагороди
- Видатний діяч мистецтв Вірменської РСР (1984).
- Народний артист Вірменської РСР (1987).
- Орден Святого Месропа Маштоца (1998).
- Орден Пошани (15.09.17).
- Орден «За заслуги перед Батьківщиною» 1 ступеня (22.11.19).
- Державна премія Республіки Вірменія (2012).
- Премія Ленінського комсомолу (1980) — за цикли пісень 1978 — 1979 рр.